# Torsten Arnberg
Torsten Gustaf Louis "Ala" Arnberg, född 18 augusti 1905 i Pittsburgh, död 29 mars 1979 i Tarpon Springs, var en svensk-amerikansk fotbolls- och bandyspelare.
Torsten Arnberg började sin idrottskarriär i IF Linnéa, där där fadern Wilhelm var ordförande. 1927 blev han uttagen i Idrottsbladets världslag i bandy bland de spelare som IB ansåg vara bäst i världen. Under hösten 1928 spelade Arnberg åtta allsvenska matcher för AIK Fotboll. Han återvände därefter till IF Linnéa. Han spelade även två landskamper för Sveriges bandylandslag under 1927 och 1929.
Under 1930 emigrerade Arnberg till USA för gott. Han spelade där något år i Scandinavian AC. Klubben spelade i "Scandinavian American Soccer League", vilket var en form av "Nordiskt mästerskap" i New York-området.